# Coregonus bezola
Coregonus bezola was een endemisch soort houting die alleen in het Meer van Bourget in Frankrijk voorkwam. Deze houting of marene heette in het Frans bezoule. De vis stierf aan het gedurende de jaren 1960 uit, waarom is niet duidelijk. Deze soort staat daarom als uitgestorven op de Rode Lijst van de IUCN.